# Тимсах
Тимса́х (араб. بحيرة التمساح‎ — «крокодилово озеро») — озеро в Египте, расположено приблизительно посередине Суэцкого перешейка.
Озеро Тимсах ныне примыкает к Суэцкому каналу. При строительстве канала на его берегах был заложен город Исмаилия, в котором ныне размещается правление Suez Canal Authority. До строительства канала озеро Тимсах было одним из внутренних, мелких озёр Синайского полуострова. После строительства Суэцкого канала в озеро начала поступать как морская вода из него, так и пресная вода из канала Исмаилия. В 1870 году глубина озера Тимсах достигала 22 футов (согласно Wilhelm David Koner «Gegenwärtige Tiefe des Suez-Canals» (1870). Название озера переводится как «Озеро крокодилов».
Город Исмаилия ныне лежит на западном берегу озера, на его юго-восточном берегу находятся несколько пляжей. Восточная часть озера Тимсах переходит в Суэцкий канал. Вплоть до возведения в 1966 году Асуанской плотины, предохраняющей Египет от разливов Нила, ранее озера Тимсах ежегодно достигали воды реки, затоплявшие канал Эль-Вади, протянувшийся напрямую от дельты Нила к озеру. Первый канал, соединявший озеро с дельтой, был проложен ещё 4 тысячи лет назад, во времена Среднего царства.
После развязывания Шестидневной войны в 1967 году в озере Тимсах был на долгие годы заключён американский танкер «Обсервер» (часть так называемого Жёлтого флота).